# Pogonocherus ressli
Pogonocherus ressli är en skalbaggsart som beskrevs av Holzschuh 1977. Pogonocherus ressli ingår i släktet Pogonocherus och familjen långhorningar.
Artens utbredningsområde är Iran. Inga underarter finns listade i Catalogue of Life.